# Hama Gatio
Hama Gatio (auch: Hama Gattio) ist ein Weiler im Arrondissement Niamey V der Stadt Niamey in Niger.

## Geographie
Der Weiler befindet sich im Westen des ländlichen Gebiets von Niamey V. Zu den umliegenden Weilern zählen Kariel I im Norden, Yowaré im Süden, Tchéna Thayia im Südwesten und Wouro Bellabé im Westen.
Bei Hama Gatio verläuft ein Nebental des 17 Kilometer langen Trockentals Kourtéré Gorou, das hinter Kourtéré in den Fluss Niger mündet.

## Bevölkerung
Bei der Volkszählung 2012 hatte Hama Gatio 251 Einwohner, die in 18 Haushalten lebten. Die Bevölkerung in diesem Gebiet gehört mehrheitlich der ethnischen Gruppe der Fulbe an.

## Wirtschaft und Infrastruktur
Hama Gatio ist von Feldern und Gärten umgeben. Im Weiler gibt es zwei Schulen, eine Moschee, einen Markt und eine Zapfsäule.